# ست هوسپیان
ست میساکی هوسپیان (ارمنی: Սեթ Միսակի Հովսեփյան؛  زادهٔ ۱۲ دسامبر ۱۹۰۷ - درگذشته ۱۶ آوریل ۱۹۹۰) بازیگر تئاتر اهل ارمنستان بود.

## زندگی‌نامه
وی در ۱۲ دسامبر ۱۹۰۷ در Չիգդամլու به دنیا آمد . وی همچنین برنده جوایزی همچون هنرمند مردمی ارمنستان شوروی (۱۹۷۸) شد. وی در ۱۶ آوریل ۱۹۹۰ در سن ۸۲ سالگی در آزاتاوان درگذشت